# Tours-París
La Tours-París fue una carrera ciclista disputada entre Tours (Indre y Loira) y París, en Francia.
Solamente se disputó durante dos ediciones, en los años 1917 y 1918. Realizó el trazado inverso de la célebre clásica ciclista París-Tours.
El belga Philippe Thys fue capaz de imponerse en ambos sentidos de la marcha, sucesivamente en los años 1917 y 1918.

## Palmarés
| Año  | Ganador          | Segundo          | Tercero         |
| ---- | ---------------- | ---------------- | --------------- |
| 1917 | Charles Deruyter | Andre Noel       | Charles Juseret |
| 1918 | Philippe Thys    | Charles Mantelet | Georges Sérès   |

## Palmarés por países
| País    | Victorias |
| ------- | --------- |
| Bélgica | 2         |